# Lan Na
Království Lan Na nebo také Lanna (thajsky อาณาจักรล้านนา, přepis RTGS: Anachak Lan Na, v doslovném překladu „království milionu rýžových polí“), známé také jako Lannathaj, bylo buddhistické království v jihovýchodní Asii existující v době 13. až 18. století. Státní útvar silně indickým vlivem se rozprostíral na území zhruba severní části moderního Thajska. Hlavním městem státu byl Čiang Mai. Svého vrcholu dosáhlo severothajské království v době 15. století, následně zažilo úpadek a stalo se vazalem Barmské říše Taunnguské dynastie, ale nadvláda Barmy oslabila natolik, že se od ní odvrátili tamní náčelníci a přiklonili se k siamskému království Thonburi, což způsobilo barmsko-siamskou válku (1775–1776), která skončila vítězstvím Siamu. Během ní bylo království Lan Na dobyto Siamci a stalo se vazalem Siamu dynastie Čakríů. Barma se několikrát pokusila dobýt království Lan Na zpět na Siamu v dalších válkách (1775–1776, 1785–1786, 1797), ale vždy neúspěšně. V druhé polovině 19. století siamská vláda zrušila nezávislost království Lan Na a začlenila území do nově se formujícího národního státu. Roku 1874 bylo nahrazeno nově vytvořeným administrativním celkem Monthon Phayap, který byl pod přímou kontrolou siamského státu.

## Galerie

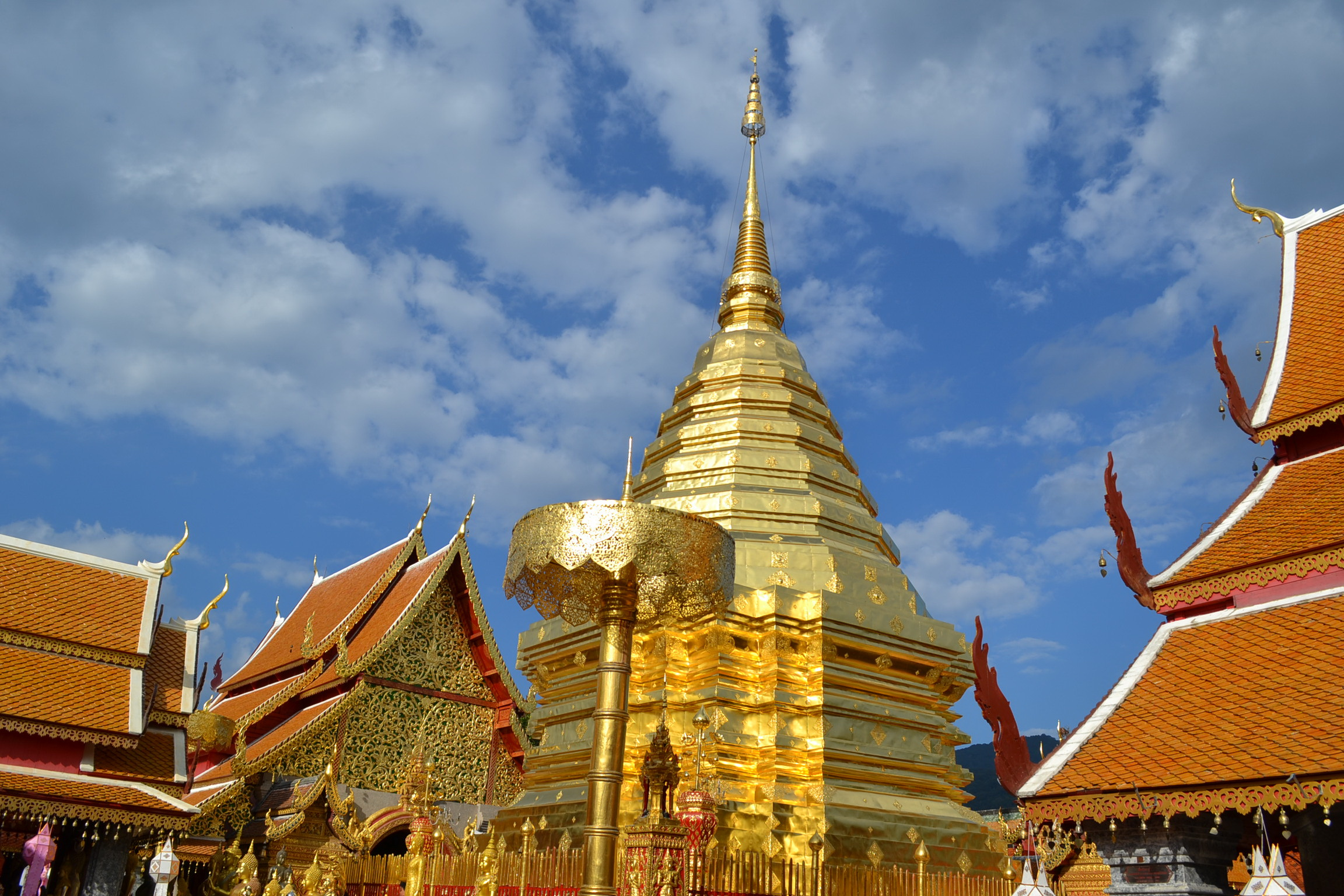
Chrám Wat Phra That Doi Suthep v Čiang Mai
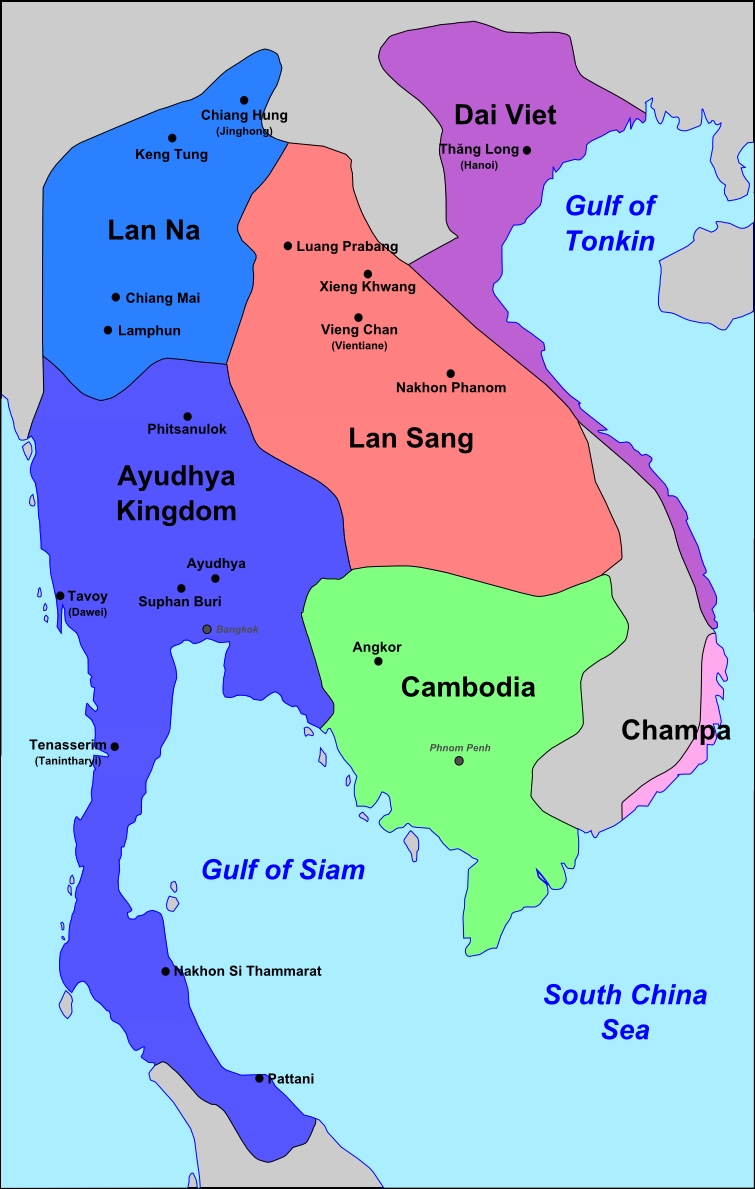
Lan Na mezi státy jihovýchodní Asie, 15. století

### Souvisejcí články
- Dějiny Thajska